# Espectro de frecuencias

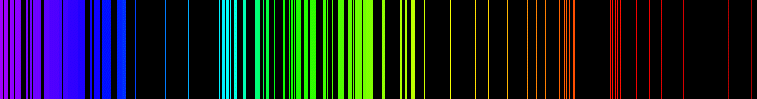
Espectro de frecuencias de la luz emitida por átomos de hierro libres en la región visible del espectro electromagnético

Cualquier onda compleja puede descomponerse en una suma de tonos puros. El espectro de frecuencia es una representación gráfica del valor de cada uno de esos tonos, utilizando el eje X con valores de frecuencia y el eje Y con valores de intensidad, tensión, potencia, etc.
El espectro de frecuencias o descomposición espectral de frecuencias puede aplicarse a cualquier concepto asociado con frecuencia o movimientos ondulatorios como son los colores, las notas musicales, las ondas electromagnéticas de radio o TV e incluso la rotación regular de la Tierra.

## Espectro luminoso, sonoro y electromagnético
Una fuente de luz puede tener muchos colores mezclados en diferentes cantidades (intensidades). Un arcoíris, o un prisma transparente, deflecta cada fotón según su frecuencia en un ángulo ligeramente diferente. Eso nos permite ver cada componente de la luz inicial por separado. Un gráfico de la intensidad de cada color deflactado por un prisma que muestre la cantidad de cada color es el espectro de frecuencia de la luz o espectro luminoso. Cuando todas las frecuencias visibles están presentes por igual, el efecto es el «color» blanco, y el espectro de frecuencias es uniforme, lo que se representa por una línea plana. De hecho cualquier espectro de frecuencia que consista en una línea plana se llama blanco de ahí que hablemos no solo de «color blanco» sino también de «ruido blanco».

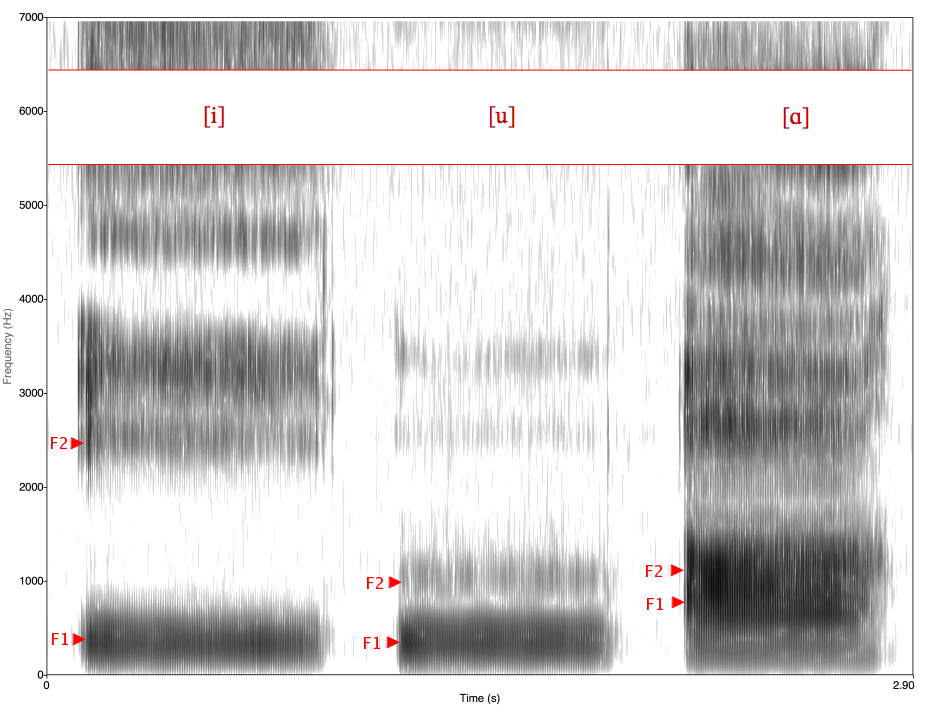
Espectograma de las vocales inglesas [i, u, ɑ]: f_{1}, f_{1}. Las franjas oscuras representa las frecuencias para las cuales la amplitud de la onda sonora es mayor.

De manera similar, una fuente de ondas sonoras puede ser una superposición de frecuencias diferentes. Cada frecuencia estimula una parte diferente de nuestra cóclea (caracol del oído). Cuando escuchamos una onda sonora con una sola frecuencia predominante escuchamos una nota. Pero en cambio un silbido cualquiera o un golpe repentino que estimule todos los receptores, diremos que contiene frecuencias dentro de todo el rango audible. Muchas cosas en nuestro entorno que calificamos como ruido frecuentemente contienen frecuencias de todo el rango audible. Así cuando un espectro de frecuencia de un sonido, o espectro sonoro. Cuando este espectro viene dada por una línea plana, decimos que el sonido asociado es ruido blanco. Otro ejemplo de espectro de frecuencias de ondas sonoras es el encontrado en el análisis de la voz humana, por ejemplo cada vocal puede caracterizarse por la suma de ondas sonoras cuyas frecuencias recaen sobre bandas de frecuencia, denominadas formante, el oído humano es capaz de distinguir unas vocales de otras gracias a que puede discriminar dichos formantes, es decir, conocer parte del espectro de frecuencias presentes en una onda sonora que produce la articulación de dicha vocal.
Cada estación emisora de radio o TV es una fuente de ondas electromagnéticas que emite ondas cercanas a una frecuencia dada. En general las frecuencias se concentrarán en una banda alrededor de la frecuencia nominal de la estación, a esta banda es a lo que llamamos canal. Una antena receptora de radio condensa diferentes ondas electromagnéticas en una única señal de amplitud de voltaje, que puede ser a su vez decodificada nuevamente en una señal de amplitud sonora, que es el sonido que oímos al encender la radio. El sintonizador de la radio selecciona el canal, de un modo similar a como nuestros receptores de la cóclea seleccionan una determinada nota. Algunos canales son débiles y otros fuertes. Si hacemos un gráfico de la intensidad del canal respecto a su frecuencia obtenemos el espectro electromagnético de la señal receptora.

## Análisis espectral

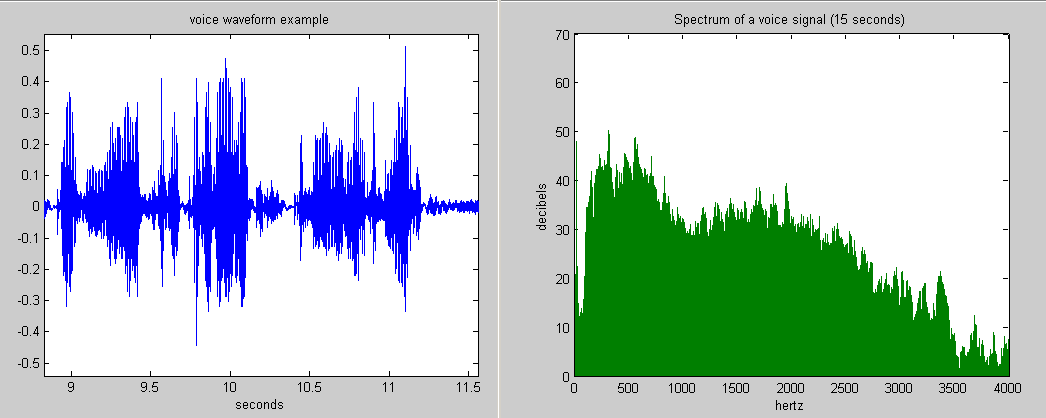
Ejemplo de forma de onda de la voz y su espectro de frecuencia

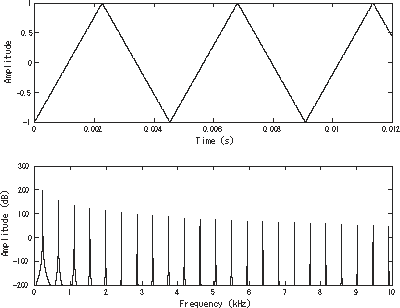
Una onda triangular representada en el dominio temporal (arriba) y en el dominio frecuencia (abajo). La frecuencia fundamental está en torno a 220 Hz.

Análisis se refiere a la acción de descomponer algo complejo en partes simples o identificar en ese algo complejo las partes más simples que lo forman. Como se ha visto, hay una base física para modelar la luz, el sonido o las ondas de radio en superposición de diferentes frecuencias. Un proceso que cuantifique las diversas intensidades de cada frecuencia se llama análisis espectral.
Matemáticamente el análisis espectral está relacionado con una herramienta llamada transformada de Fourier o análisis de Fourier. Dada una señal o fenómeno ondulatorio de amplitud {\displaystyle \scriptstyle s(t)} esta se puede escribir matemáticamente como la siguiente combinación lineal generalizada:

{\displaystyle s(t)=\int _{\mathbb {R} }A(\nu )e^{-2\pi i\nu t}d\omega }

Es decir, la señal puede ser concebida como la transformada de Fourier de la amplitud {\displaystyle \scriptstyle A=A(\nu )}. Ese análisis puede llevarse a cabo para pequeños intervalos de tiempo, o menos frecuentemente para intervalos largos, o incluso puede realizarse el análisis espectral de una función determinista (tal como {\displaystyle {\begin{matrix}{\frac {\sin(t)}{t}}\end{matrix}}\,}).
Además la transformada de Fourier de una función no solo permite hacer una descomposición espectral de los formantes de una onda o señal oscilatoria, sino que con el espectro generado por el análisis de Fourier incluso se puede reconstruir (sintetizar) la función original mediante la transformada inversa. Para poder hacer eso, la transformada no solamente contiene información sobre la intensidad de determinada frecuencia, sino también sobre su fase. Esta información se puede representar como un vector bidimensional o como un número complejo. En las representaciones gráficas, frecuentemente solo se representa el módulo al cuadrado de ese número, y el gráfico resultante se conoce como espectro de potencia o densidad espectral de potencia (SP):

{\displaystyle SP_{\nu }\propto |A(\nu )|^{2}}

Es importante recordar que la transformada de Fourier de una onda aleatoria, mejor dicho estocástica, es también aleatoria. Un ejemplo de este tipo de onda es el ruido ambiental. Por tanto para representar una onda de ese tipo se requiere cierto tipo de promediado para representar adecuadamente la distribución frecuencial. Para señales estocásticas digitalizadas de ese tipo se emplea con frecuencia la transformada de Fourier discreta. Cuando el resultado de ese análisis espectral es una línea plana la señal que generó el espectro se denomina ruido blanco.